# Menhartice
Menhartice è un comune della Repubblica Ceca facente parte del distretto di Třebíč, nella regione di Vysočina.